# ستيفن هيكي (دبلوماسي)
ستيفن بنديكت هيكي دبلوماسي بريطاني شغل منصب سفير في العراق حتى 26 حزيران سنة 2021.

## سيرة شخصية
حصل على بكالوريوس في الفلسفة والسياسة والاقتصاد من جامعة أكسفورد. ثم عمل في الدبلوماسية في العديد من دول الجامعة العربية بما في ذلك مصر وليبيا وسوريا، فشغل منصب نائب السفير في سوريا من 2010 إلى 2011، حينَ أُخليَ منها خلال الحرب الأهلية السورية.
في أيلول/سبتمبر 2019، أصبح سفيرا لبريطانيا في العراق. وفي تموز / يوليو 2020، تلقى تهديدات بالقتل من حركة حزب الله النجباء العراقية، بسبب تصريحاته بأن العراق تُعيقهُ «مجموعات مسلحة تعمل خارج سيطرة الدولة».

## الحياة الشخصية
متزوج من لورا مادلين هيكي وله ثلاثة أبناء. ويتكلم باللغة العربية.

## وصلات خارجية
- ستيفن هيكي في تويتر